# Amsonia tabernaemontana
Espèce
Classification phylogénétique

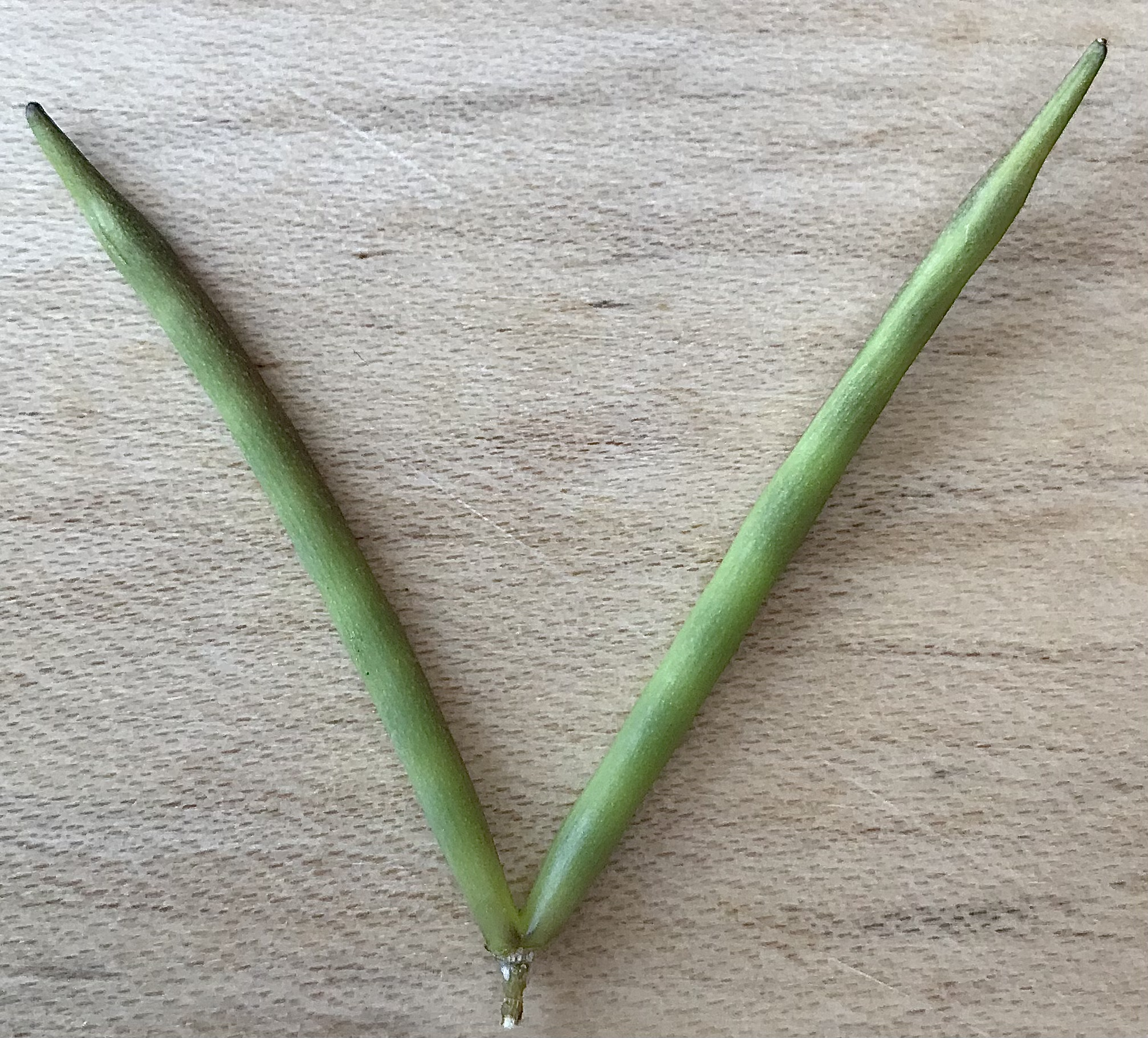
Fruits folliculaires appariés.

Amsonia tabernaemontana, appelée parfois Amsonie bleue, est une espèce de plante à fleurs de la famille des Apocynaceae.
C'est une plante herbacée vivace, à tige glabre, simple ou ramifiée vers le haut, de 0,50 m. à 1,50 m. de haut. Les feuilles sont ovales, ovales-lancéolées ou lancéolées, entières, acuminées. Les fleurs bleues à cinq pétales soudés apparaissent au début de l'été.
Elle est originaire des États-Unis.
Elle est utilisée comme plante ornementale pour ses fleurs et son feuillage.

## Liste des variétés
Selon World Checklist of Selected Plant Families (WCSP) (3 mai 2011) :
- - Amsonia tabernaemontana var. salicifolia (Pursh) Woodson, 1928
  - Amsonia tabernaemontana var. tabernaemontana